# Kaspar Schwenkfeld von Ossig

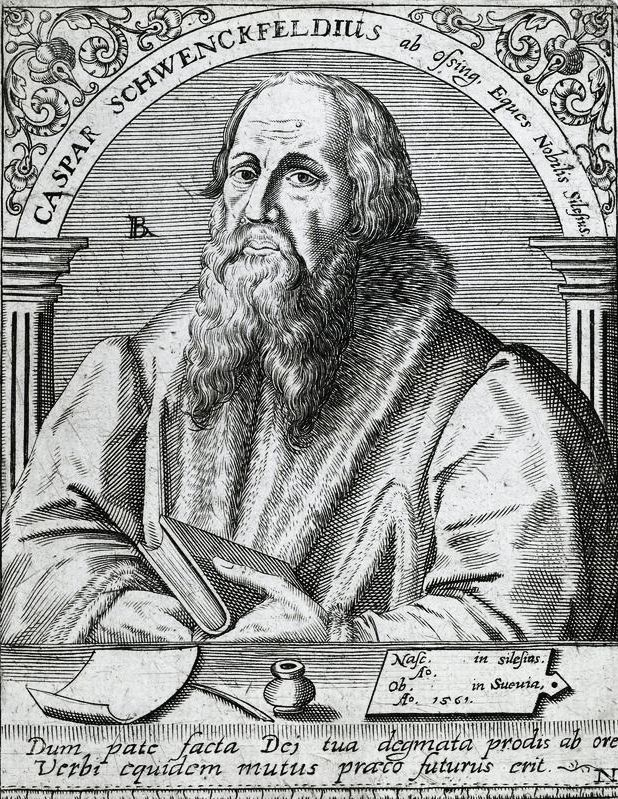
Kaspar Schwenkfeld von Ossig

Kaspar (o Caspar) Schwen(c)kfeld von Ossig (Ossig, Baja Silesia; 1489 - Ulm, Alemania; 10 de diciembre de 1561) fue un escritor, predicador y teólogo alemán que lideró la Reforma protestante en Silesia. 

## Biografía
Entre 1511 y 1522 sirvió al ducado de Liegnitz como consejero de los duques Carlos I (1511-1515), Jorge I (1515-1518) y Federico II (1518-1523).
Entre 1518 y 1519 experimentó una visión de lo que él consideraba una "visita de Dios" y se convierte en estudioso de la Biblia. Al principio se inspiraba en las ideas reformistas de Thomas Müntzer y Andreas Karlstadt, pero luego se hizo seguidor de Martín Lutero sobre la controversia de la eucaristía en 1524. Después discrepó de las ideas de Lutero por considerar que el concepto de "iluminación interior" era más importante que la "revelación escrita" y estableció una línea llamada Reforma por la Vía Media, lo que causó el enojo de los luteranos y en 1540 Lutero expulsó a Schwenckfeld de Silesia.
Tenía una visión propia de los sacramentos y afirmaba que Cristo poseía dos naturalezas, una humana y divina, pero que progresivamente podría ser más divino. Desarrolló su propia teología junto con el humanista Valentin Crautwald.
Murió de disentería en 1561 y debido a sus enemigos nunca se reveló dónde se halla su tumba.

## Iglesia Schwenkfelder
Durante su vida no creó una iglesia propia, pero sus seguidores mantuvieron sus preceptos vivos y para 1700 había 1500 seguidores en la Baja Silesia. Sin embargo, muchos huyeron por la persecución del emperador de Austria y entre 1731 y 1737 llegaron seis grupos de migrantes a Filadelfia, Estados Unidos. Los seguidores fueron conocidos como "Schwenkfelders" y en 1909 se fundó la Iglesia Schwenkfelder.
Actualmente, la Iglesia conserva una pequeña cantidad de seguidores, con cinco iglesias y 5.000 miembros diseminados al sureste de Pensilvania, en los alrededores de Filadelfia.